# Wikal
Wikal, cuyo nombre completo era Electro-Wikal S. A. fue un fabricante de automóviles español.

## Historia de la empresa
La compañía se estableció con sede en Madrid hacia 1941 con la misión de fabricar automóviles de propulsión eléctrica para esquivar la escasez de combustibles derivados del petróleo durante la Segunda Guerra Mundial en España. Sus productos eran fabricados bajo licencia de la marca francesa Sovel, de la que se consiguió permiso para explotar sus licencias y patentes en España. La empresa también vendía los productos de Electrociclo S. A., fabricados en Éibar. Hacia 1942, la empresa fue nombrada como de interés nacional. Toda la actividad de la compañía acabó en 1950.

## Modelos
La mayoría de los vehículos fabricados por Wikal fueron furgonetas basadas en chasis de origen Ford que formaron parte del Parque Móvil de los Ministerios.